# 廣武郡 (東魏)
廣武郡，中国東魏时设置的郡。
東魏天平元年（534年），分滎陽郡置廣武郡，領中牟、曲梁、原武、陽武、苑陵五縣，治所為中牟（今河南省鶴壁市山城區），屬北豫州。北齊文宣帝天保七年（556年），廢曲梁、原武二縣。周武帝宣政元年（578年），改北豫州為滎州，廣武郡屬之。隋文帝開皇三年（583年）廢郡，領縣直屬鄭州。